# Estimulación de nervios occipitales
La estimulación de nervios occipitales —en inglés, Occipital nerve stimulation (ONS)—, conocida también como Estimulación nerviosa periférica (PNS) de Nervios Occipitales, es una opción terapéutica utilizada para tratar a pacientes aquejados de migraña crónica que no responden a los tratamientos farmacológicosógicos.
El tratamiento utiliza impulsos eléctricos suaves para estimular el nervio occipital mayor y el nervio occipital menor, que forman parte del sistema nervioso periférico y están localizados en la parte trasera de la cabeza, justo por encima del cuello.
Los impulsos son generados por un pequeño dispositivo denominado neuroestimulador —similar a un marcapasos cardiaco artificial— que se implanta en el glúteo, pecho, parte baja del abdomen, bajo la escápula o debajo de la clavícula. La electricidad es conducida al nervio occipital mayor y al nervio occipital menor por medio de unos pequeños contactos metálicos situados en unos cables muy finos (llamados electrodos) que van implantados bajo la piel. Se puede ajustar la intensidad de los impulsos eléctricos por medio de un pequeño mando a distancia.

## Historia
La historia de la PNS fue minuciosamente resumida por Slavin en 2011: el uso de la estimulación nerviosa periférica para el tratamiento del dolor crónico fue descrita por primera vez en 1967 por Wall y Sweet, aunque Shelden había realizado los primeros implantes en 1962. Estos investigadores demostraron que la estimulación eléctrica de los nervios occipitales suprime la percepción del dolor. A estas efemérides siguió un período de uso semiexperimental de la PNS que se prolongó entre 15 y 20 años3. En la segunda mitad de los años 80, la PNS se estableció como un procedimiento quirúrgico habitual. A finales de los 90, Weiner y Reed describieron la técnica percutánea de introducción de electrodos en las proximidades de los nervios occipitales para tratar la neuralgia occipital. Weiner demostró que la colocación de un electrodo de PNS cerca de un nervio es un procedimiento técnico sencillo y efectivo para el alivio del dolor. Este trabajo pionero abanderó el comienzo de la era moderna de la PNS. Fue en 2003 cuando Popeney y Aló propusieron el uso de la PNS para el tratamiento de la migraña crónica. Posteriormente se realizaron estudios aleatorizados y controlados para reunir una mayor cantidad de evidencia clínica.
En septiembre de 2011, St Jude Medical fue el primer fabricante que recibió la aprobación europea para el uso de la PNS en el tratamiento de migraña crónica.

## Candidatos a la terapia
Los candidatos apropiados a la terapia de PNS de nervios occipitales para el tratamiento de migraña crónica deben haber sido diagnosticados de una variedad de migraña denominada intratable.
La migraña crónica ha sido definida en la Guía de la Sociedad Internacional de Cefaleas — International Headache Society (IHS) como:
- 15 o más días al mes con migraña (sin aura) durante más de 3 meses, con dolores de cabeza de al menos 4-72 horas de duración
- Al menos 2 de los siguientes síntomas: localización unilateral, calidad pulsátil, dolor de intensidad moderada o severa, que se ve agravado por (o por falta de) actividades físicas diarias (caminar o subir escaleras)
  - Durante los episodios de cefalea, al menos uno de los siguientes síntomas: náusea y/o vómitos, fotofobia y fonofobia
- No atribuible a otros trastornos
- Ausencia de abuso de medicación

La migraña crónica intratable se define generalmente como una migraña crónica que no responde a tres o más fármacos preventivos y provoca un grado de incapacidad moderado como mínimo, determinado sobre la base de un instrumento validado para la evaluación de la migraña (p.ej. MIDAS o HIT-6).

## Procedimiento

### Preoperatorio
Antes del implante, los pacientes pasan por un análisis psicológico previo para evaluar su grado de bienestar y salud mental. Se les informa sobre los riesgos del procedimiento y deben firmar un consentimiento informado. Entre los principales riesgos se incluyen la falta de garantía de efectividad, infección, daños nerviosos, estimulación muscular directa dolorosa, movimiento de los electrodos con pérdida de estimulación, rotura del electrodo, fallo de batería, necesidad eventual de recambio de la batería, hematoma y formación de seroma.

### Implante
En la mayoría de los casos se realiza un implante de electrodos de prueba (test) con objeto de evaluar si la estimulación dará los frutos esperados. Se aplica anestésico local en la parte posterior del cuello y se introduce una aguja Tuohy hacia la localización de los nervios occipitales mayor y menor bajo control fluoroscópico. Una vez confirmada la posición, se inserta un electrodo temporal a través de la aguja, tras lo que ésta se retira. Se envían impulsos eléctricos a través del electrodo y se ajusta la posición del mismo hasta que el paciente refiere una sensación de hormigueo, denominada parestesia, a lo largo del área cubierta por los nervios. Si hay éxito en la consecución de la parestesia y ésta se percibe en la zona adecuada, normalmente se implantan electrodos permanentes en una fecha posterior. En algunos casos los electrodos de prueba se dejan durante una o dos semanas para comprobar si se observa algún alivio de los síntomas.
La implantación de los electrodos permanentes puede llevarse a cabo bajo anestesia general o anestesia local con sedación. En primer lugar se practica una pequeña incisión en la base del cráneo y posteriormente se avanza una aguja Tuohy bajo control fluoroscópico hacia la posición de los nervios occipitales mayor y menor a un lado de la cabeza. Una vez se ha colocado el electrodo correctamente bajo control fluoroscópico, se fija en posición. Como algunos pacientes requieren dos electrodos, normalmente se coloca y se fija un segundo electrodo en el otro lado de la cabeza de forma análoga al anterior. Los electrodos son tunelizados hasta un dispositivo llamado neuroestimulador que generalmente se implanta en el glúteo, pecho, parte baja del abdomen, bajo la escápula o debajo de la clavícula.

## Evidencia clínica
Se han publicado resultados de tres estudios aleatorizados y controlados. En octubre de 2012 se publicó un estudio aleatorizado y controlado realizado en 157 pacientes con migraña crónica. A todos los participantes se les implantó el sistema y fueron aleatorizados para llevarlo encendido (grupo de tratamiento) o apagado (grupo control) durante 12 semanas. Tras la semana 12, todos los participantes recibieron tratamiento activo hasta la semana 52. Todos los participantes recibieron estimulación de prueba para asegurar la correcta posición de los electrodos. En total, 153 pacientes del estudio completaron la primera fase de 12 semanas. Se observó una diferencia estadísticamente significativa (p<0,05) entre los pacientes del grupo de tratamiento y del grupo control con respecto a una reducción del dolor del 30% sobre la base de la Escala Analógica Visual (EVA). Además, el estudio mostró que, en promedio, el grupo de tratamiento (sistema encendido) tuvo 6,1 días menos con cefalea al mes, que es más del doble que la reducción media conseguida en el grupo control (sistema apagado), y se considera estadísticamente significativo (p<0,001). Los investigadores del estudio clínico concluyeron que el índice total de complicaciones relativas al procedimiento fue del 1%, incluyendo una infección y un caso de dolor postoperatorio que requirió hospitalización adicional.
En febrero de 2011 los investigadores del estudio ONSTIM publicaron los resultados a tres meses de un registro aleatorizado y controlado en pacientes con migraña crónica. A los participantes se les administró previamente un bloqueo del nervio occipital. A aquellos cuya respuesta al bloqueo fue positiva se les repartió aleatoriamente en tres grupos: al primero, el grupo de tratamiento (33 participantes) se le administró estimulación ajustable; los otros dos fueron grupos control y recibieron estimulación ficticia durante un minuto al día o tratamiento médico convencional (17 participantes cada grupo). Se catalogó como respuestas positivas a aquellos pacientes que consiguieron un alivio del 50% o mayor en el número de días con dolor de cabeza al mes o una reducción de tres puntos o más en la intensidad general media del dolor, comparado con la línea de base. Un 39% de los pacientes del grupo con estimulación ajustable tuvieron respuesta positiva, en comparación con un 6% en el grupo de estimulación ficticia y un 0% en el grupo de tratamiento médico. Las diferencias de respuesta positiva entre el grupo de tratamiento y los grupos control fueron estadísticamente significativas. Otros resultados, como el número de días con cefalea, no arrojaron diferencias estadísticamente significativas entre los grupos. No obstante, el porcentaje de reducción en los días con dolor de cabeza fue del 27% en el grupo control, lo que supuso una ventaja sobre el grupo de tratamiento. No se registraron complicaciones inesperadas relativas al dispositivo. Se produjo movimiento del electrodo en un 24% de los sujetos.
En diciembre de 2009, los investigadores del estudio PRISM publicaron los resultados a tres meses de un estudio aleatorizado y controlado en 125 pacientes con migraña crónica. Los pacientes fueron asignados aleatoriamente a dos grupos: un grupo de tratamiento. que recibió estimulación activa, y un grupo control, que recibió estimulación ficticia. Los pacientes del grupo de tratamiento redujeron el número de días con migraña al mes en 5,5 respecto a una línea de base de 20,2 días al mes. Los pacientes del grupo control redujo el número de días con migraña al mes en 3,9 respecto a una línea de base de 19.2 días al mes. La diferencia entre los dos grupos no fue estadísticamente significativa. Sin embargo se observó una tendencia hacia una mayor diferencia entre ambos grupos cuando se trataba de pacientes sin abuso de medicación.